# Gerhard Weber (Unternehmer)
Gerhard Weber (* 3. Juni 1941 in Halle (Westfalen); † 24. September 2020 in Münster) war ein deutscher Unternehmer und Gründer des Modelabels Gerry Weber.

## Leben
Gerhard Weber absolvierte nach der Mittleren Reife die Höhere Handelsschule und machte eine Ausbildung als Textilkaufmann. 1965 eröffnete er ein eigenes Einzelhandelsgeschäft für Damenoberbekleidung. 1973 gründete er in seinem Heimatort Halle zusammen mit dem befreundeten Bekleidungsingenieur Udo Hardieck (1944–2018) das Textilunternehmen Hatex AG, das seit 1986 als Gerry Weber International AG, kurz Gerry Weber firmiert. Im selben Jahr gewann er die damals 17-jährige Tennisspielerin Steffi Graf als Werbebotschafterin, was insbesondere wegen der anschließenden sportlichen Erfolge Grafs die Bekanntheit der Marke Gerry Weber steigerte. 1989 brachte er das Unternehmen an die Börse. Im Oktober 2014 schied er als Vorstandsvorsitzender aus und wechselte in den Aufsichtsrat. Infolge eines Insolvenzverfahrens im Jahr 2019 gab Weber die verbliebenen 30 Prozent Unternehmensbeteiligung ab.
Er wurde auch durch die Austragung des nach dem Unternehmen benannten größten deutschen Tennisrasenturniers, den Gerry Weber Open bekannt, das erstmals 1993 stattfand. Dazu wurde das Gerry-Weber-Stadion, heute OWL Arena, erbaut. Seit 1985 war Weber Präsident des TC Blau-Weiss Halle, der unter seiner Leitung zu einem der führenden Tennisvereine Deutschlands aufstieg und unter anderem fünf deutsche Meisterschaftstitel erringen konnte. Als Sportmäzen unterstützte er 2017 den damals finanziell schwer angeschlagenen Fußballverein Arminia Bielefeld und bewahrte ihn mit anderen Sponsoren vor dem Zwangsabstieg in die dritte Liga. 
Weber war verheiratet und Vater von zwei Söhnen. Er starb im September 2020 im Alter von 79 Jahren in Münster.

## Ehrungen und Auszeichnungen
Zu Webers Auszeichnungen zählen:
- 1996: Internationaler Mode-Marketing-Preis durch die Igedo-Company
- 1997: Vorstandsvorsitzender Gerhard Weber wird „Unternehmer des Jahres 1996 Ostwestfalen-Lippe“
- 2002: Marketingpreis des „Verkaufsleiter-Club Ostwestfalen“ OWL
- 2011: Auszeichnung Gerhard Weber für sein Lebenswerk vom Magazin „TextilWirtschaft“
- 2012: Sauren Golden Award als „Unternehmer des Jahres“
- 2012: Sozial-Oscar von der Stiftung Gütersloh
- 2013: Bester Modehändler Deutschlands
- 2018: Auszeichnung des DTB für die „herausragenden Leistungen für das deutsche Tennis“[7]
- 2018: Ehrenmitgliedschaft bei Arminia Bielefeld für besondere Verdienste um den Verein[8]